# Rolls-Royce Silver Ghost
Rolls-Royce 40/50HP Silver Ghost (укр. Срібний дух) — модель люкс-класу британської компанії Rolls-Royce Limited 1906–1924 років. Завдяки досконалій конструкції та високій якості збирання вважається одним з найкращих авто в історії світового автомобілебудування.
Нову модель з потужнішим мотором компанія Rolls-Royce почала розробляти у 1905/06 роках. Її презентували у березні 1907 і загалом продали 7874 екземплярів даної моделі.

## Конструкція
Модель виготовлялась під позначенням Rolls-Royce 40/50. На автомашинах Rolls-Royce 40/50 встановлювали 6-циліндровий мотор потужністю 48 к.с. (35 кВт) при 1200 об/хв. (1906), яку довели до 75 к.с. (55 кВт). Початкову 3-ступінчасту ручну коробку передач замінили 4-ступінчастою (1913). З 1914 електричне освітлення встановлювали на авто за побажанням покупця, а з 1919 воно вже стало стандартним. У час світової війни на базі Rolls-Royce 40/50 виготовляли панцирник Rolls-Royce Armoured Car. Цей морально застарілий панцирник брав участь у початковій фазі Другої світової війни.

6 лютого 1911 на горловині радіатора встановили першу фігурку «Дух екстазу» (англ. Spirit of Ecstasy). З 1923 їх стали встановлювати на усіх автомашинах.
Після перемоги у змаганнях 1913/14 була виготовлена модель Rolls-Royce Alpine Eagle (укр. Альпійський орел) зі збільшеними задніми рессорами. Його мотор отримав більший об'єм через зменшення ходу поршня з 121 мм до 120 мм і меншу потужність 55 к.с. (40 кВт) замість 65 к.с. (48 кВт).
На 1914 Rolls-Royce 40/50 був одним з найбільш технічно досконалих автомобілів світу. Під час світової війни конструкція не розвивалась і до середини 1920-х років він поступався моделям конкурентів. На заміну моделі Rolls-Royce Silver Ghost прийшла модельна серія Rolls-Royce Phantom.

## Назва
Керуючий і комерційний директор компанії Rolls-Royce Клод Джонсон для реклами моделі 40/50 1907 наказав посріблити важливі металеві деталі і помалювати алюмінієвою фарбою відкритий кузов типу Roi-des-Belges
Roi-des-Belges (англ.), який виконала спеціалізована фабрика Barker & Co. Кузов на дванадцятому шасі 40/50 за номером АХ 201 (№ 60551) назвали «Срібний дух» для підкреслення його тихого ходу, а посріблену табличку з назвою помістили на панелі приладів. Для випробування надійності цей автомобіль з журналістами відправили у подорож на 15.000 миль (24.000 км), для чого він 27 разів проїхав з Лондону до Глазго. Після проходження 7000 миль вартість обслуговування склала лише 2 фунти 2 шилінги 7 пенсів (2,13 фунтів)
Випробовування пройшли настільки успішно з одночасним висвітленням у пресі, що усій серії автомобілів присвоїли назву «Срібний дух».

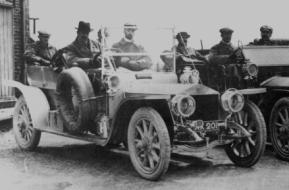
Rolls-Royce Silver Ghost під час випробувань. 1907

Після випробувань авто з шасі «AX 201» продали 1908 серу Даніелю Генбуро, котрий використав його декілька разів для переїзду з Гемпширу до вілли делла Перголла в Італії. Компанія Rolls-Royce викупила 1948 автомобіль у власника і використовувала для рекламних компаній по всьому світі. При відновленні 1989 новий кузов виготовила лондонська компанія Gordon Coachbuilders Luton e P&A Wood. Зараз автомашина «AX 201» належить компанії Bentley Motors Ltd і вважається найдорожчим автомобілем у світі через страхову вартість у 35.000.000 доларів.
Автомобіль був сфотографований в найдрібніших елементах 1984 і на його основі компанія «Franklin Mint» випускає модель авто.

## Кузови Rolls-Royce Silver Ghost

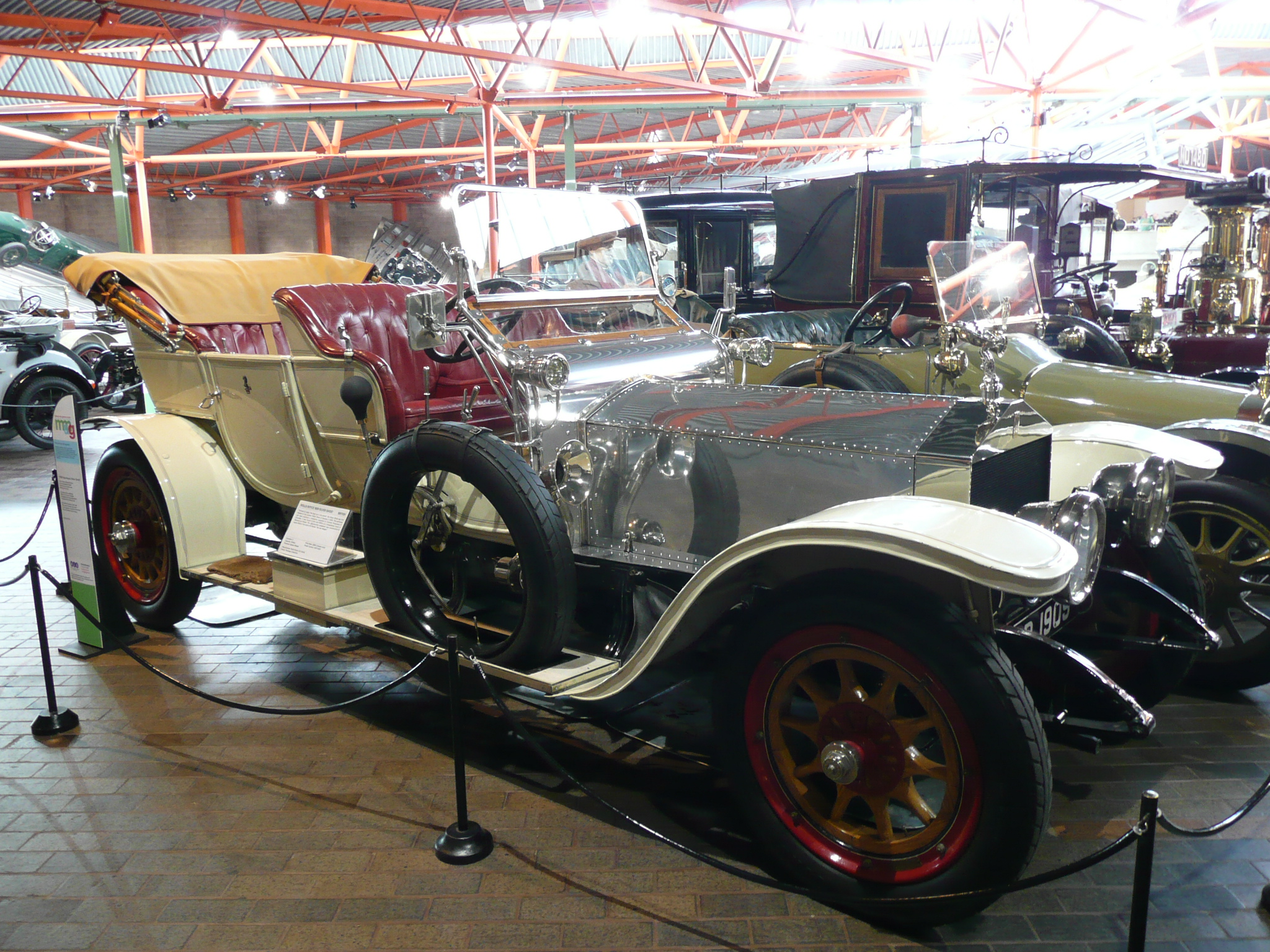
1909
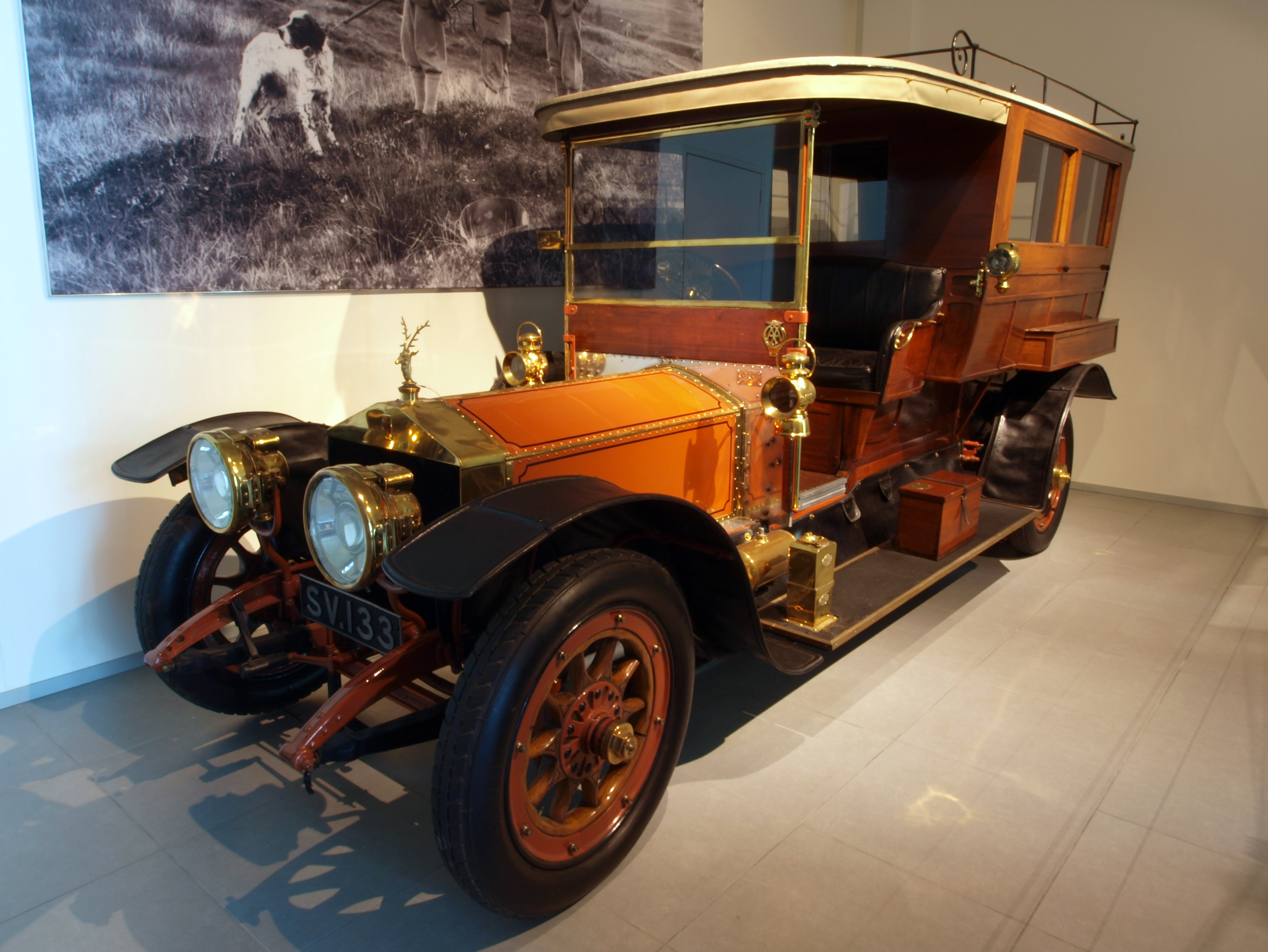
1910
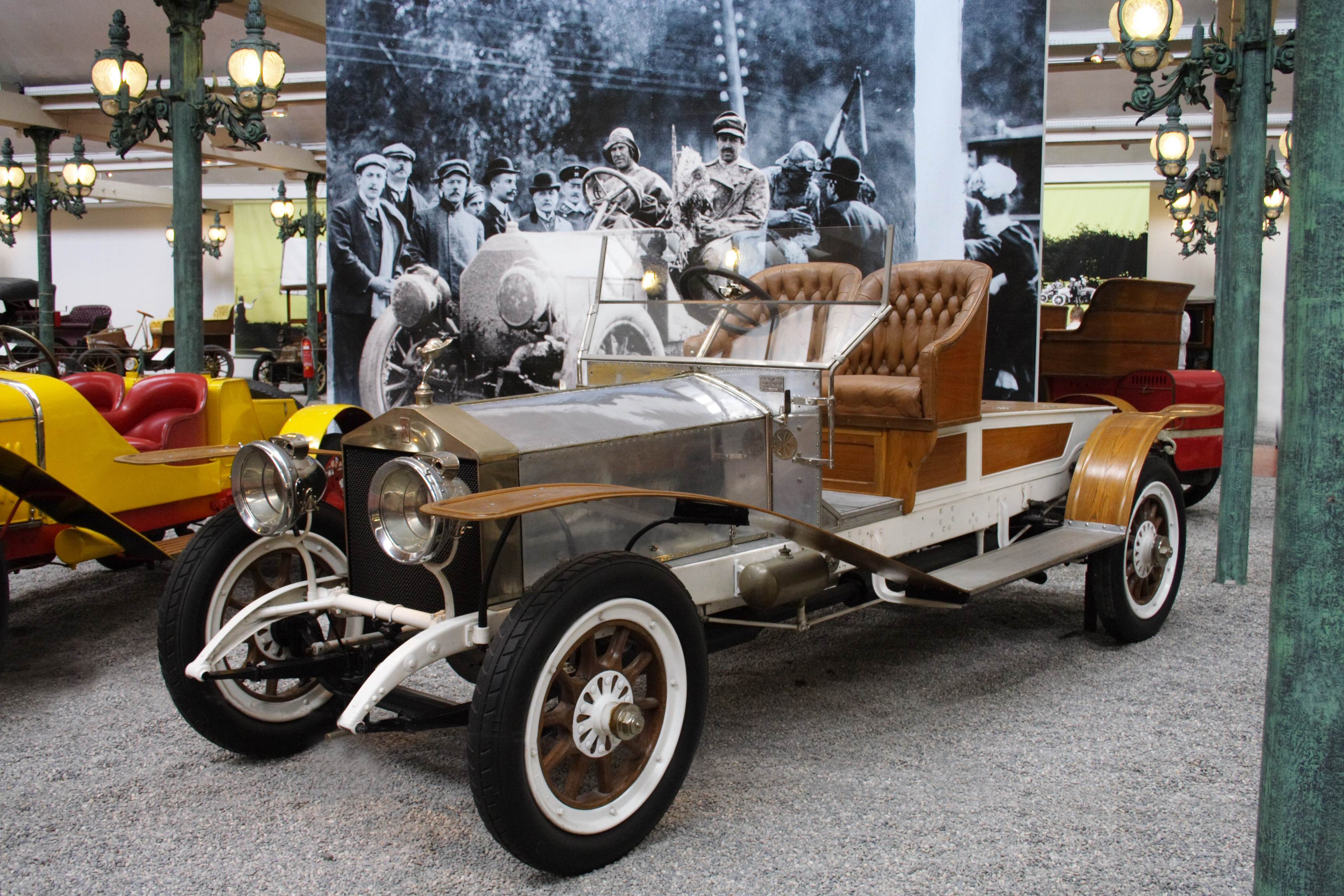
1912
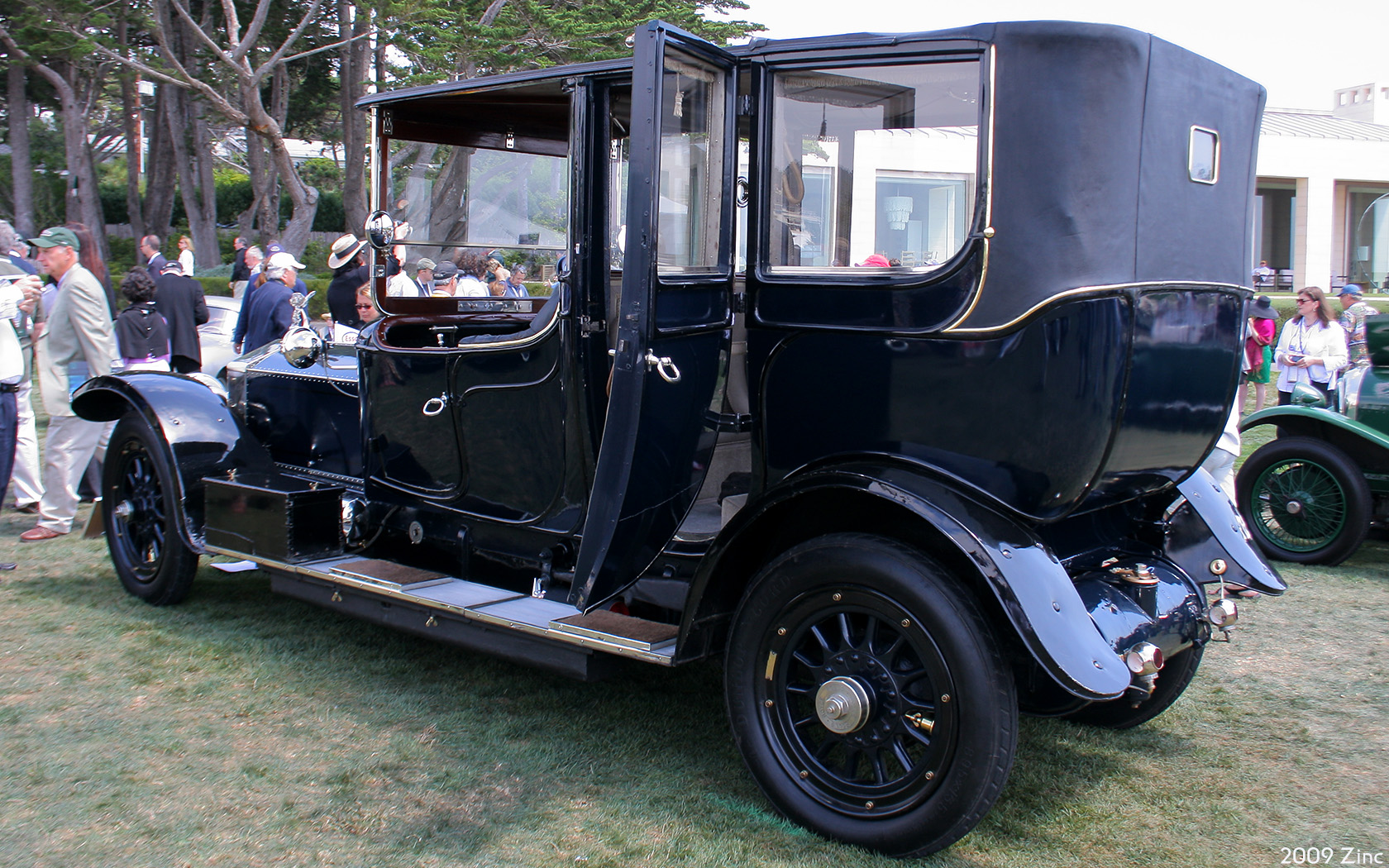
1913
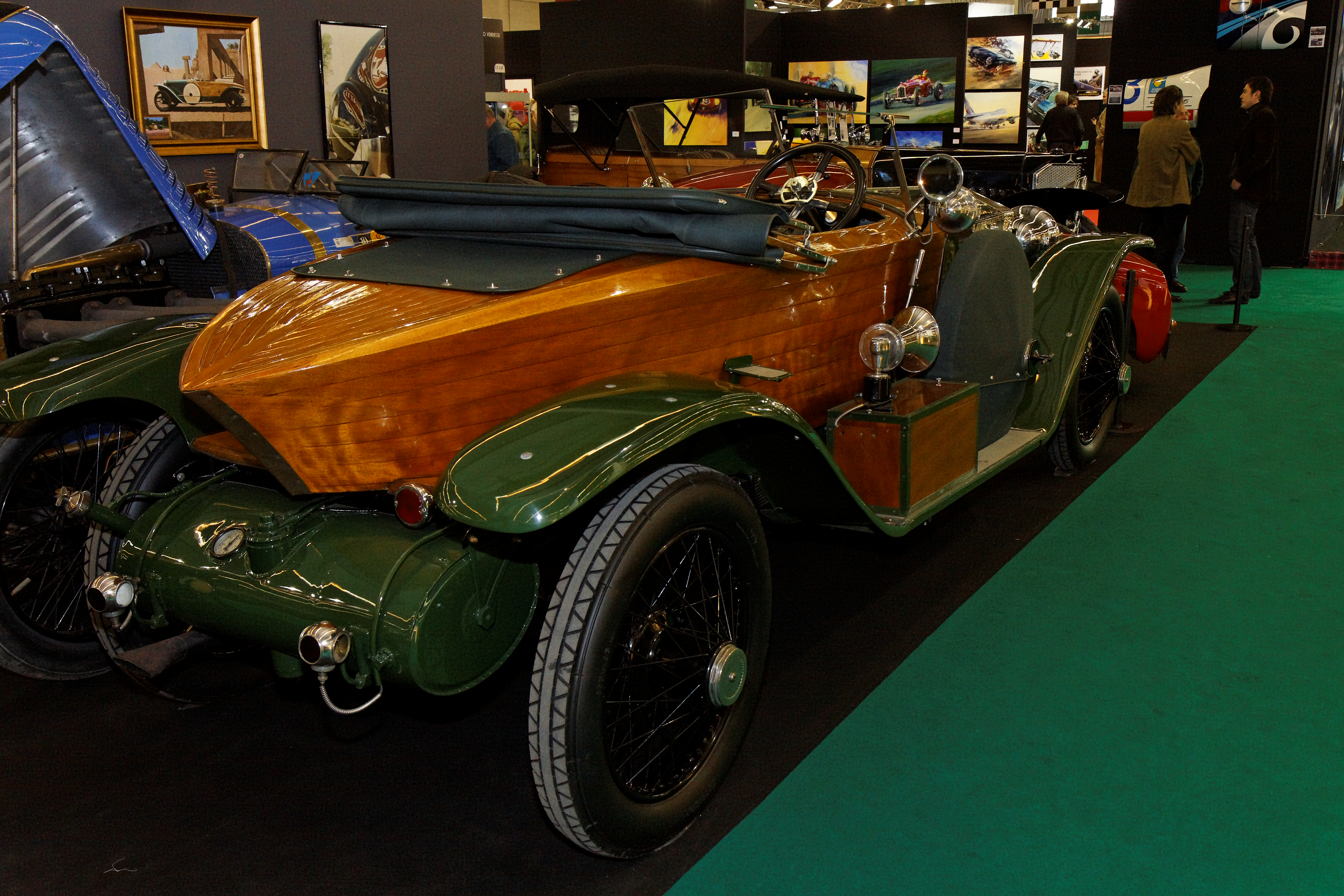
1914
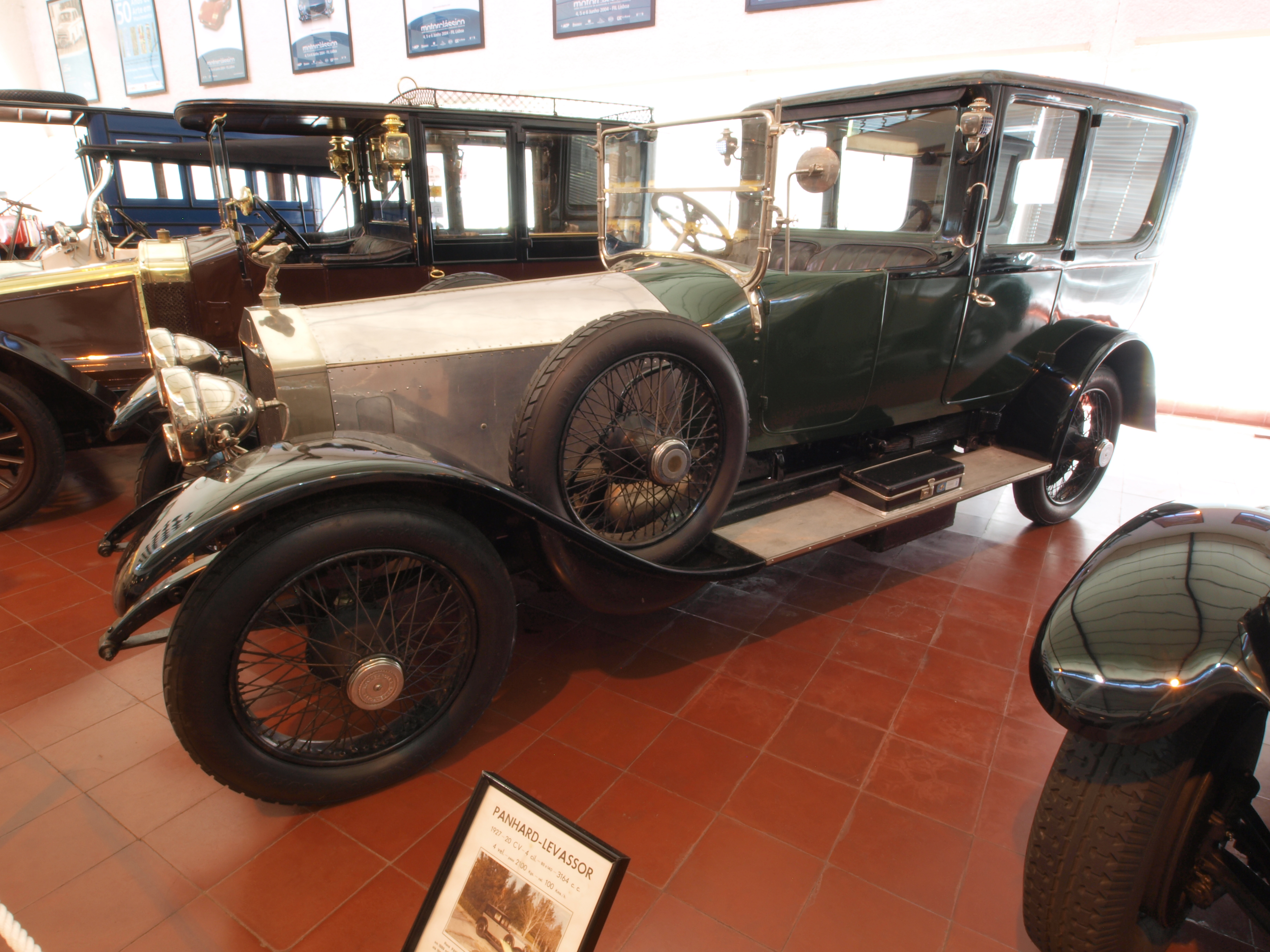
1920
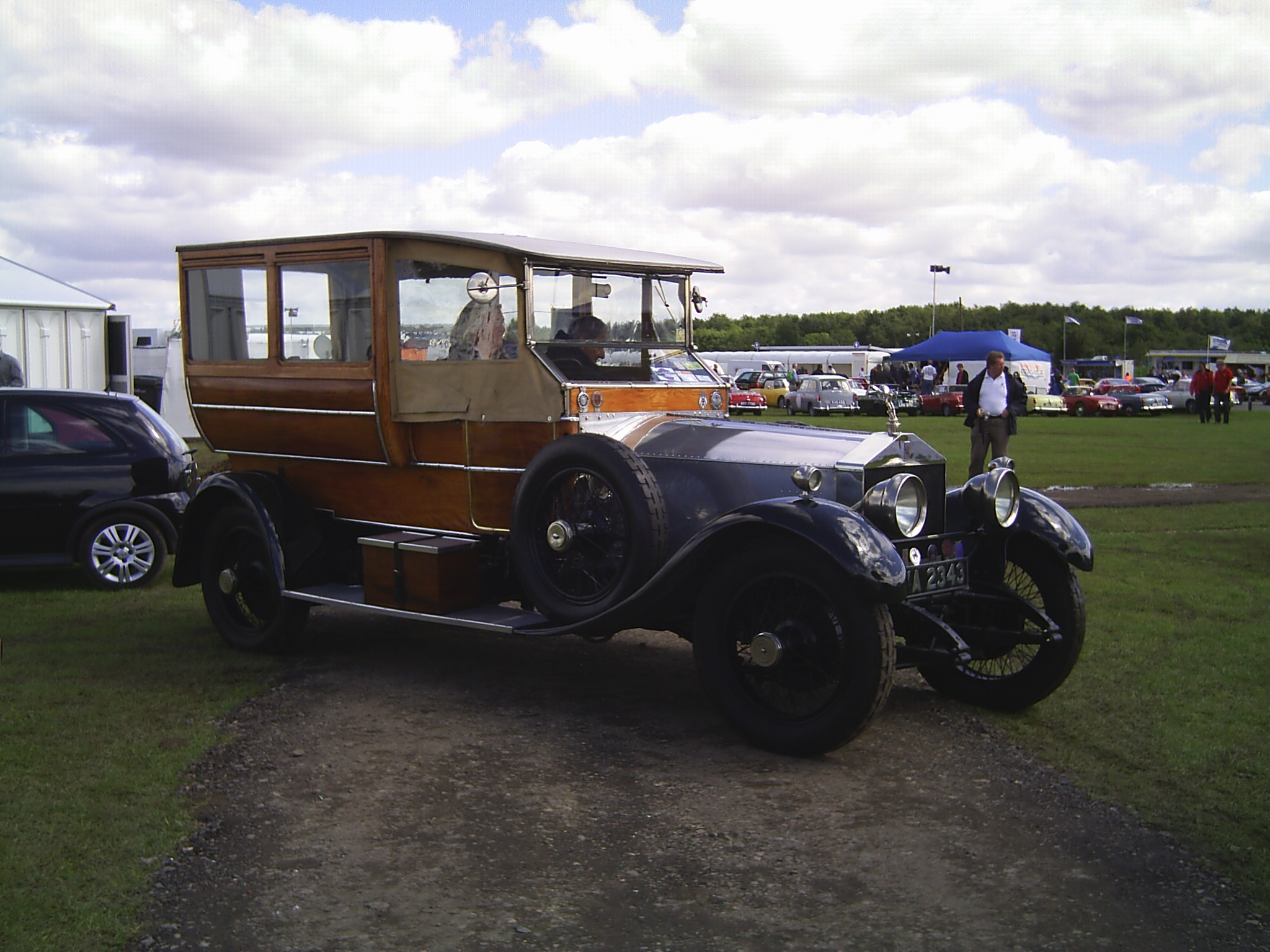
1922
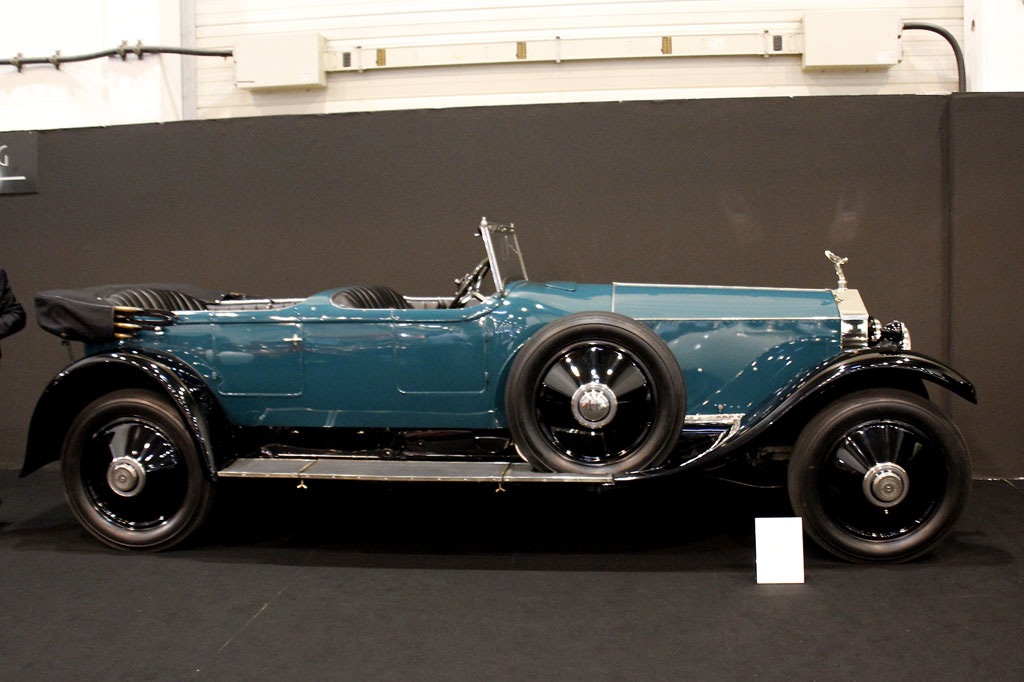
1924
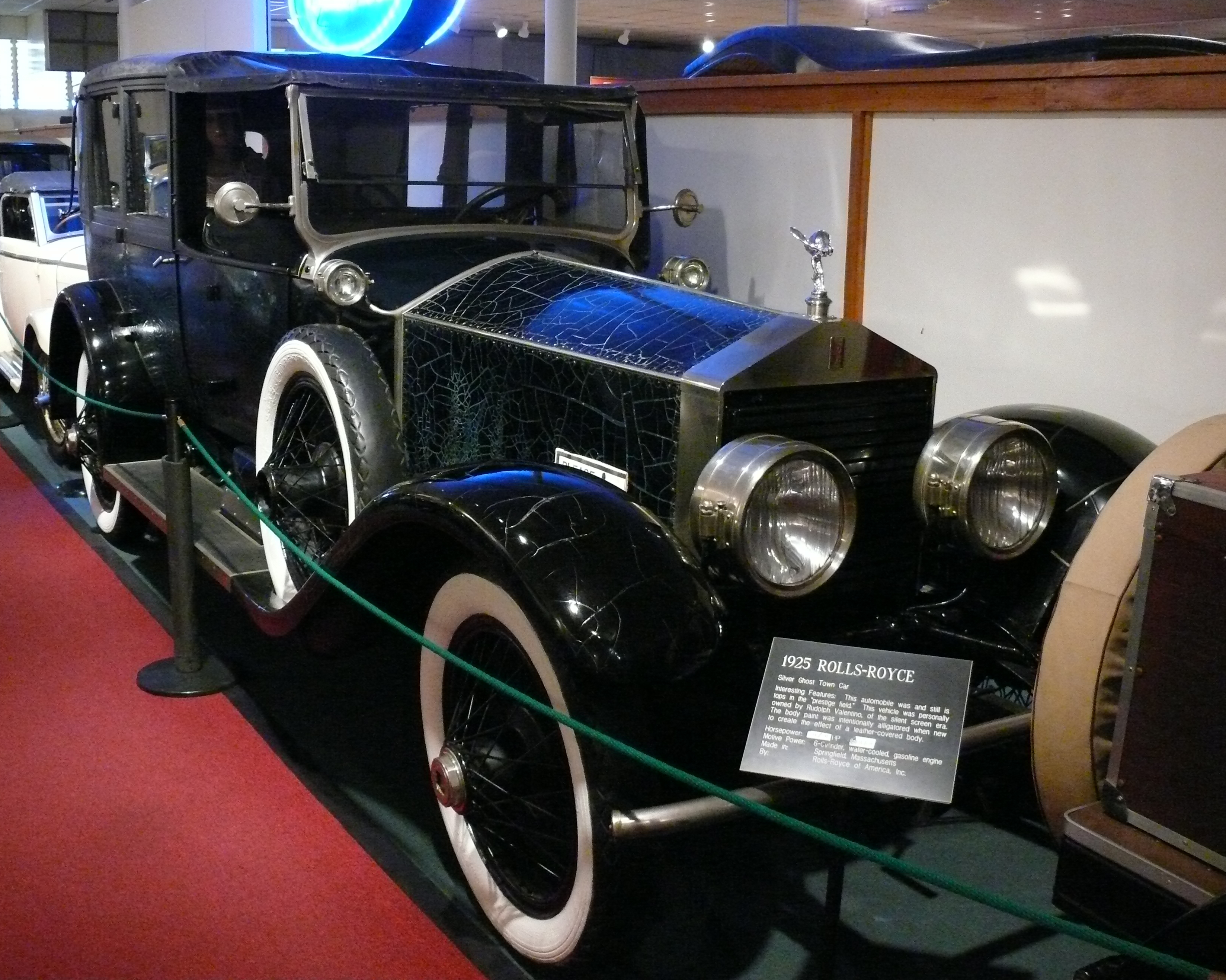
1925
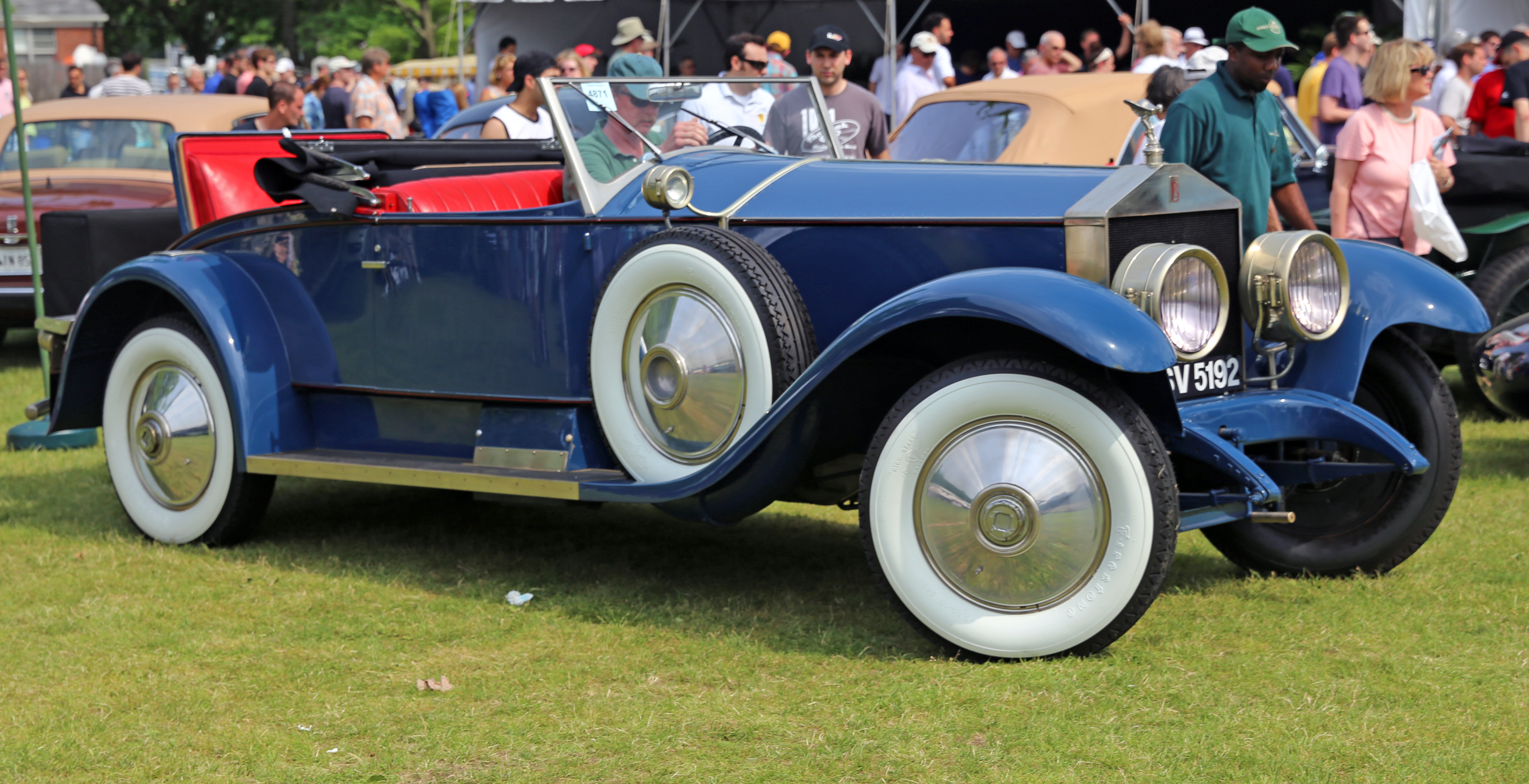
1926